# Xanthorhoe mephistaria
Xanthorhoe mephistaria är en fjärilsart som beskrevs av Louis W. Swett 1915. Xanthorhoe mephistaria ingår i släktet Xanthorhoe och familjen mätare. Inga underarter finns listade i Catalogue of Life.